# BoA First Live Tour 2003 – Valenti
BoA First Live Tour 2003 – Valenti – album wideo trasy koncertowej BoA. Album został wydany 2 lipca 2003. Został reedytowany i wydany ponownie 8 grudnia 2004 ze zmienioną listą utworów.

## Lista utworów

### Wersja pierwsza
| Nr | Tytuł                                         |
| -- | --------------------------------------------- |
| 1  | Listen to My Heart                            |
| 2  | Beside You/僕を呼ぶ声                         |
| 3  | Every Heart/Minna no Kimochi/気持ちはつたわる |
| 4  | Kiseki/奇蹟                                   |
| 5  | Flower                                        |
| 6  | B.I.O                                         |
| 7  | Searching for Truth                           |
| 8  | Jawel Song                                    |
| 9  | Sekai no Katasumi de/世界の片隅で             |
| 10 | Power                                         |
| 11 | Nobody But You                                |
| 12 | Amazing Kiss                                  |
| 13 | No.1                                          |
| 14 | Valenti                                       |
| 15 | ID；Peace B (wersja japońska)                 |
| 16 | Shine We Are!                                 |
| 17 | Every Heart/ミンナノキモチ                    |
| 18 | No.1                                          |
| 19 | Valenti                                       |
| 20 | ID；Peace B (wersja koreańska)                |
| 21 | Shine We Are!                                 |
| 22 | Every Heart/ミンナノキモチ                    |

### Wersja druga
| Nr | Tytuł                                         |
| -- | --------------------------------------------- |
| 1  | Indroduction                                  |
| 2  | Live Opening                                  |
| 3  | Listen to My Heart                            |
| 4  | Beside You/僕を呼ぶ声                         |
| 5  | Every Heart/Minna no Kimochi/気持ちはつたわる |
| 6  | Kiseki/奇蹟                                   |
| 7  | Flower                                        |
| 8  | B.I.O                                         |
| 9  | Searching for Truth                           |
| 10 | Prelude to Jawel Song                         |
| 11 | Jawel Song                                    |
| 12 | Sekai no Katasumi de/世界の片隅で             |
| 13 | Band Introductions                            |
| 14 | Power                                         |
| 15 | Nobody But You                                |
| 16 | Dancer Introductions                          |
| 17 | Amazing Kiss                                  |
| 18 | No.1                                          |
| 19 | Valenti                                       |
| 20 | ID；Peace B                                   |
| 21 | Shine We Are!                                 |
| 22 | Every Heart/ミンナノキモチ                    |